# Merlijn Kamerling
Pour les articles homonymes, voir Kamerling.
 (janvier 2019).
Si vous disposez d'ouvrages ou d'articles de référence ou si vous connaissez des sites web de qualité traitant du thème abordé ici, merci de compléter l'article en donnant les références utiles à sa vérifiabilité et en les liant à la section « Notes et références ».
Merlijn Kamerling, né le 20 octobre 1998 à Amsterdam, est un acteur néerlandais.

## Carrière
Il est le fils de l'acteur Antonie Kamerling et de l'actrice Isa Hoes. Il est le neveu de l'actrice Liesbeth Kamerling et de l'homme politique Onno Hoes.

## Filmographie

### Cinéma et téléfilms
- 2005 : Onderweg naar Morgen : Lui-même
- 2017 : Dokter Tinus : Pepijn Ophuis